# هانس لیپرشی
هانس لیپرهای (هلندی: Hans Lippershey؛ 1570 – سپتامبر ۱۶۱۹ (۴۸−۴۹ سال))، عینک‌ساز و فیزیک‌دان اهل هلند بود. وی یکی از پیش‌گامان اختراع تلسکوپ شناخته می‌شود، گرچه معلوم نیست که نخستین مخترع آن بوده‌باشد.